# أندريس أندرادي (لاعب كرة قدم مواليد 1989)
أندريس أندرادي (بالإسبانية: Andrés Felipe Andrade) (23 فبراير 1989 بكالي في كولومبيا - ) هو لاعب كرة قدم كولومبي في مركز الوسط. لعب مع أتليتيكو هويلا وأمريكا دي كالي ونادي أمريكا ونادي تشياباس وديبورتيس توليما.

## وصلات خارجية
- أندريس فيليبي أندرادي على موقع الاتحاد الدولي (مؤرشف)  (الإنجليزية)
- أندريس فيليبي أندرادي على موقع قاعدة بيانات كرة القدم.إي يو (الإنجليزية)
- أندريس فيليبي أندرادي على موقع Soccerway.com (الإنجليزية)
- أندريس فيليبي أندرادي على موقع عالم كرة القدم.نت (الإنجليزية)
- أندريس فيليبي أندرادي على موقع AS.com (الإسبانية)